# Себастьян Дріуссі
Себастьян Дріуссі (ісп. Sebastián Driussi, нар. 9 лютого 1996, Буенос-Айрес) — аргентинський футболіст, нападник клубу «Зеніт».

## Клубна кар'єра
Народився 9 лютого 1996 року в місті Буенос-Айрес. Вихованець футбольної школи клубу «Рівер Плейт» і був переведений в першу команду «Рівер Плейта» в кінці 2013 року. Дебютував 2 грудня в матчі проти «Аргентинос Хуніорс». У своєму дебютному сезоні провів два матчі. У сезоні 2014 провів десять зустрічей і став чемпіоном країни, а також виграв Південноамериканський кубок. В наступні сезони став з командою дворазовим переможцем Рекопи Південної Америки та володарем Кубка Лібертадорес, а також фіналістом клубного чемпіонату світу 2015 року. Всього в рідній команді провів чотири з половиною сезони, взявши участь у 67 матчах чемпіонату.
8 липня 2017 року перейшов в російський «Зеніт», підписавши чотирирічний контракт. Сума трансферу склала 15 млн євро. Дебютував 16 липня в матчі проти «СКА-Хабаровськ». 22 липня в матчі проти казанського «Рубіна» Дріуссі забив два м'ячі і приніс «Зеніту» перемогу (2:1). 6 серпня в матчі проти московського «Спартака» Себастьян віддав 2 гольові передачі, що допомогло Зеніту перемогти (5:1). 15 березня 2018 року в матчі-відповіді 1/8 Ліги Європи проти німецького «РБ Лейпциг» на першій доданій до першого тайму хвилині Дріуссі забив свій дебютний єврокубковий гол, встановивши остаточний рахунок матчу (1:1). Але цієї домашньої нічиї виявилося недостатньо для проходу в чвертьфінал. Станом на 11 березня 2018 року відіграв за санкт-петербурзьку команду 23 матчі в національному чемпіонаті.

## Виступи за збірні
Виступав за юнацькі збірні Аргентини різних вікових категорій. У складі збірної до 15 років став бронзовим призером юнацького чемпіонату (U-15) Південної Америки, забивши 2 голи у 7 матчах.
У складі збірної до 17 років брав участь у юнацькому чемпіонаті Південної Америки 2013 року., на якому став переможцем, забивши 5 голів у 8 матчах. Також брав участь у юнацькому чемпіонаті світу 2013 року, де його збірна посіла четверте місце, а Себастьян забив 2 голи у 7 іграх.
Протягом 2015—2017 років залучався до складу молодіжної збірної Аргентини і став молодіжним чемпіоном Південної Америки, де зіграв у 8 матчах і забив 1 гол.

## Статистика виступів

### Статистика клубних виступів
| Сезон                   | Команда                 | Чемпіонат               | Чемпіонат | Чемпіонат | Національний кубок | Національний кубок | Національний кубок | Континентальні кубки | Континентальні кубки | Континентальні кубки | Інші змагання | Інші змагання | Інші змагання | Усього | Усього |
| Сезон                   | Команда                 | Ліга                    | Ігор      | Голів     | Ліга               | Ігор               | Голів              | Ліга                 | Ігор                 | Голів                | Ліга          | Ігор          | Голів         | Ігор   | Голів  |
| ----------------------- | ----------------------- | ----------------------- | --------- | --------- | ------------------ | ------------------ | ------------------ | -------------------- | -------------------- | -------------------- | ------------- | ------------- | ------------- | ------ | ------ |
| 2013–14                 | «Рівер Плейт»           | ПД                      | 2         | 0         | КА                 | 3                  | 0                  | -                    | -                    | -                    | -             | -             | -             | 5      | 0      |
| 2014                    | «Рівер Плейт»           | ПД                      | 10        | 0         | КА                 | 0                  | 0                  | ПАК                  | 5                    | 1                    | -             | -             | -             | 15     | 1      |
| 2015                    | «Рівер Плейт»           | ПД                      | 18        | 4         | КА                 | 0                  | 0                  | ПАК+КЛ               | 3+5                  | 0                    | СА+КБС+КЧС    | 1+1+1         | 0             | 29     | 4      |
| 2016                    | «Рівер Плейт»           | ПД                      | 8         | 0         | КА                 | 6                  | 2                  | КЛ                   | 4                    | 0                    | РС+В          | 2+3           | 1+0           | 23     | 3      |
| 2016–17                 | «Рівер Плейт»           | ПД                      | 29        | 17        | КА                 | 0                  | 0                  | КЛ                   | 6                    | 3                    | СА+В          | 1+1           | 0+1           | 37     | 21     |
| Усього за «Рівер Плейт» | Усього за «Рівер Плейт» | Усього за «Рівер Плейт» | 67        | 21        |                    | 9                  | 2                  |                      | 23                   | 4                    |               | 10            | 2             | 109    | 29     |
| 2017–18                 | «Зеніт»                 | ПЛ                      | 19        | 3         | КР                 | 1                  | 0                  | ЛЄ                   | 12                   | 1                    | -             | -             | -             | 32     | 4      |
| Усього за кар'єру       | Усього за кар'єру       | Усього за кар'єру       | 86        | 24        |                    | 10                 | 2                  |                      | 35                   | 5                    |               | 10            | 2             | 141    | 33     |

## Титули і досягнення
«Рівер Плейт»
- Чемпіон Аргентини (1): 2014 (Фіналь)
- Володар Південноамериканського кубка (1): 2014
- Володар Кубка Лібертадорес (1): 2015
- Володар Кубка банку Суруга (1): 2015
- Володар Рекопа Південної Америки (2): 2015, 2016
- Володар Кубка Аргентини (1): 2016

«Зеніт»
- Чемпіон Росії (3): 2018–19, 2019–20, 2020–21
- Володар Кубка Росії (1): 2019–20
- Володар Суперкубка Росії (2): 2020, 2021

Збірна Аргентини (молодь)
- Чемпіон Південної Америки (U-17) (1): 2013
- Чемпіон Південної Америки (U-20) (1): 2015